# Ollagüe (volcan)
Pour l’article homonyme, voir Ollagüe.
L'Ollagüe ou Oyahué est un volcan situé sur la frontière entre la Bolivie et le Chili qui se présente sous la forme d'un stratovolcan andésitique surmonté d'un dôme de lave dacitique. Son activité volcanique est inconnue bien qu'une éruption soit soupçonnée de s'être produite le 8 décembre 1903.

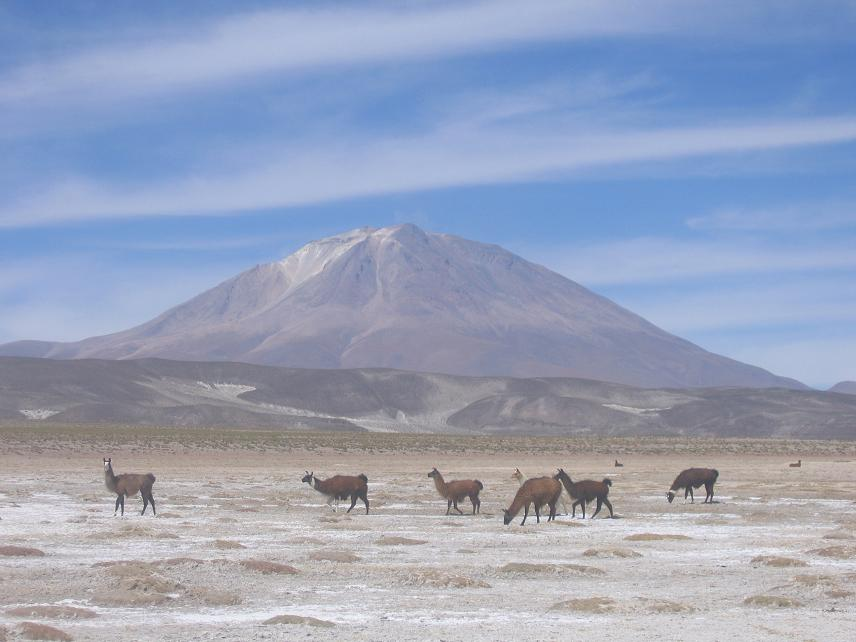
L'Ollagüe vu depuis le salar d'Uyuni où paissent des lamas.

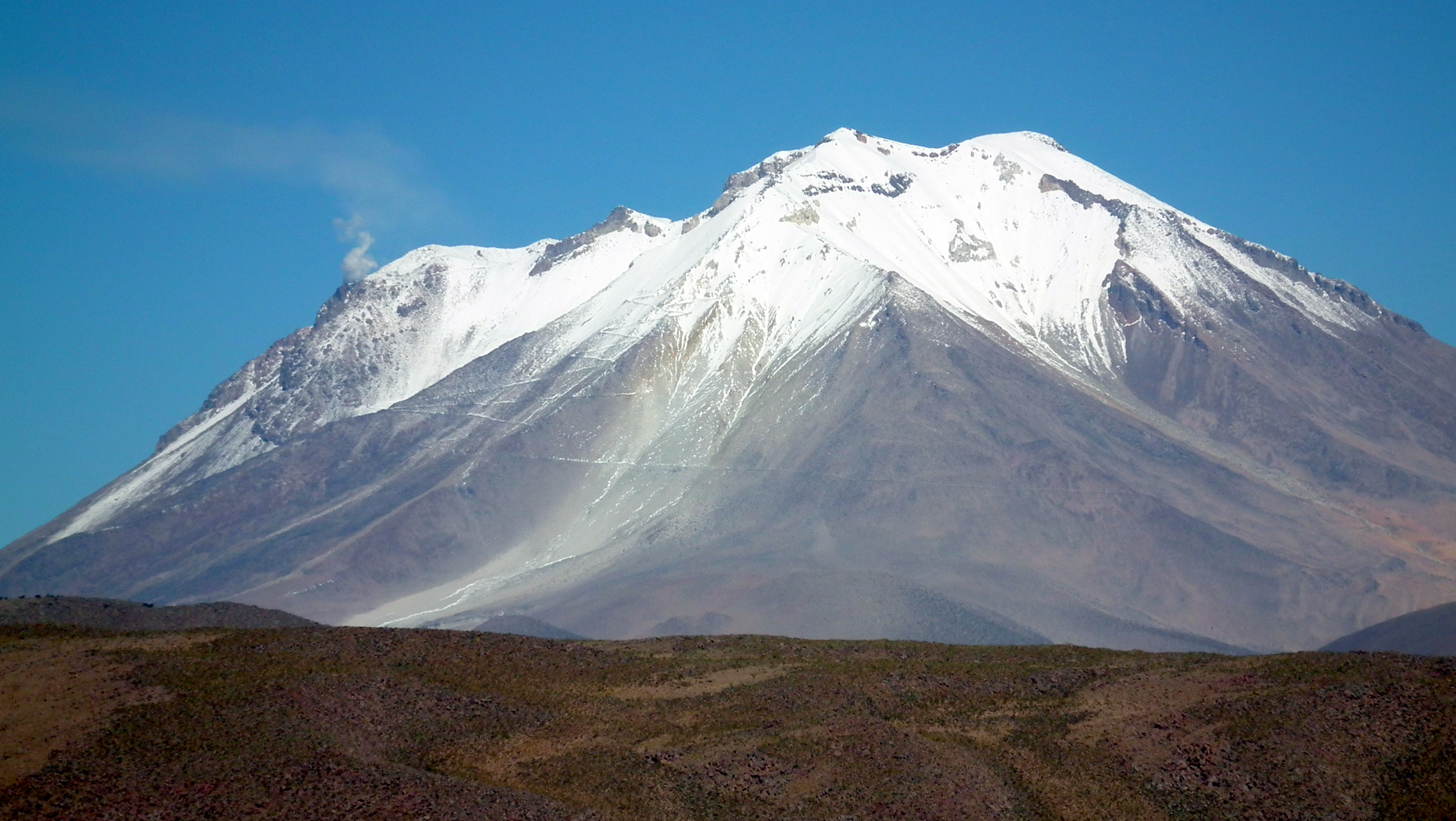
L'Ollagüe et son sommet enneigé.

Paysage volcanique autour du volcan avec, de gauche à droite le Tomasamil, le Cañapa, l'Ollagüe et l'Aucanquilcha.